# Folleville (Eure)
Folleville é uma comuna francesa na região administrativa da Normandia, no departamento de Eure. Estende-se por uma área de 6,24 km². Em 2010 a comuna tinha 200 habitantes (densidade: 32,1 hab./km²).